# Allura Red AC
Az Allura Red AC (E129) (más néven alluravörös, Food Red 17) piros színű élelmiszer-adalékanyag, melyet legelőször az USA-ban alkalmaztak az amaranth (E123) helyettesítésére.[forrás?]
Sötétpiros, vörös por formájában kapható. Általában nátrium sójaként kerül forgalomba de kalcium vagy kálium sója is engedélyezett. Vízben oldékony. Olvadáspontja >300 Celsius fok.
Az Allura Red AC egyike a legnagyobb mennyiségben előállított anyagoknak. Többek között az Asim Products, a Sanchi Chemicals Pvt. Ltd., és Warner-Jenkinson Europe Ltd. is foglalkozik az előállításával.
Az általános vélekedésekkel ellentétben az Allura Red AC-t nem a bíbortetűből (mint a kárminvöröst)[forrás?], hanem a diazotált 5-amino-4-metoxi-2-toluolszulfonsav és a 6-hidroxi-2-naftalinszulfonsav diazotálásával állítják elő.
Hasonló színezőanyagok: sunset yellow fcf, scarlet gn, tartrazin, és orange b.

## Egészségügyi hatások

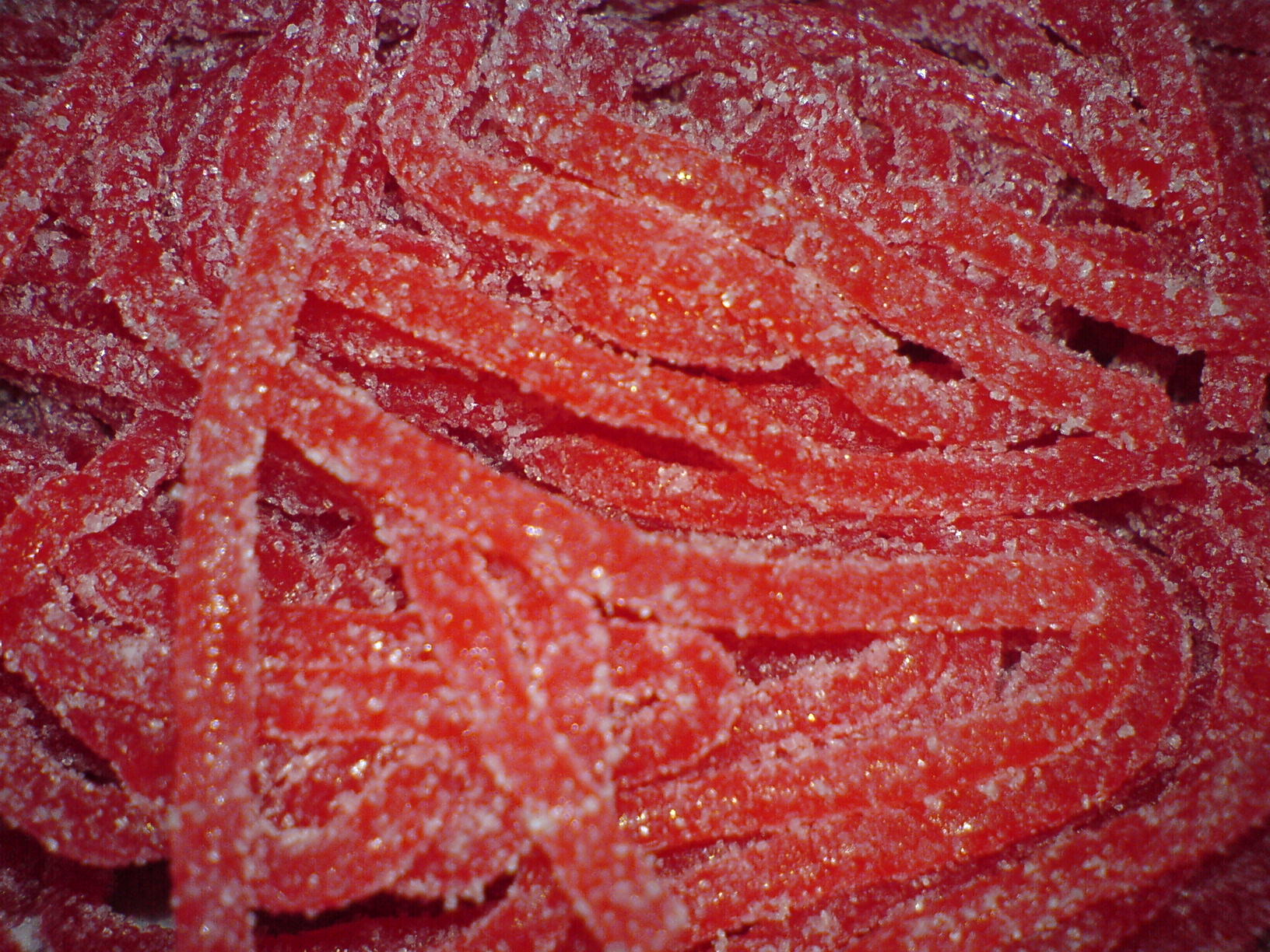
Allura Red AC cukrokban

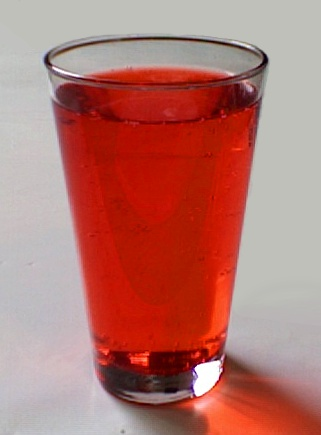
Allura Red AC gyümölcsitalban

Gyerekek számára az Allura Red AC fogyasztását Európában korlátozzák.[forrás?] Egyes internetes oldalak szerint tiltott adalékanyag Dániában, Belgiumban, Franciaországban, Németországban, Svájcban, Svédországban és Ausztriában, de valójában az Európai Unió tagállamaiban (továbbá Izlandon, Liechtensteinben és Norvégiában) az élelmiszer-színezékek szabályozása egységes, az alluravörös többféle élelmiszer színezésére is használható. Használata Svájcban is engedélyezett. Norvégiában 1978 és 2001 között tiltott adalékanyag volt. Ebben az időszakban színezőanyagok kizárólag az alkoholos italokban és egyes halételekben lehettek jelen.
Az USA-ban az Allura Red AC használata megengedett kozmetikumokban, gyógyszerekben, ételekben, italokban, és egyes tetováló-festékekben.[forrás?]
Az Allura Red AC-t a piacra való bevezetését követően rákkeltőnek hitték, de ezt azóta megcáfolták. Ugyanis a szer előállítása során para-krezidint használnak, mely erősen rákkeltő anyag, viszont az élelmiszer-adalékanyagként felhasználható Allura Red AC különlegesen tiszta, így a rákkeltő anyag jelenléte nem mutatható ki.[forrás?]
Az Allura Red AC az aszpirin-intoleranciában szenvedő, vagy asztmás egyéneknél ritkán bőrviszketést, enyhe rosszullétet válthat ki.[forrás?]